# Nachal Milcha
Nachal Milcha (hebrejsky: נחל מלחה, arabsky: na horním toku Vádí al-Malich) je vádí o délce cca 20 kilometrů v severovýchodním Samařsku na Západním břehu Jordánu. Zčásti jde o tok s trvalým průtokem, třebaže sezónně kolísajícím. Kromě srážek je živeno i prameny, které se podél toku nacházejí. Jde například o slané prameny v lokalitě Chamam al-Malich a o četné sladkovodní prameny. Plocha povodí dosahuje cca 90 kilometrů čtverečních.
Začíná poblíž města Tubas na Západním břehu Jordánu. Směřuje poté obloukem k východu kopcovitou polopouštní krajinou na pomezí svahů Samařska a příkopové propadliny podél řeky Jordán. Právě tektonický charakter jordánského údolí způsobuje, že tok vádí se severně od osady Maskijot prudce láme k severu v úhlu 90 stupňů. V těchto místech totiž došlo k posunu zemských desek. Na dolním toku se opět stáčí k východu a ústí do řeky Jordán mezi obcemi Mechola a Šadmot Mechola. Ústí Nachal Milcha do Jordánu je považováno za hranici Bejtše'anského údolí, které se rozkládá severně odtud.